# همراه‌بانک

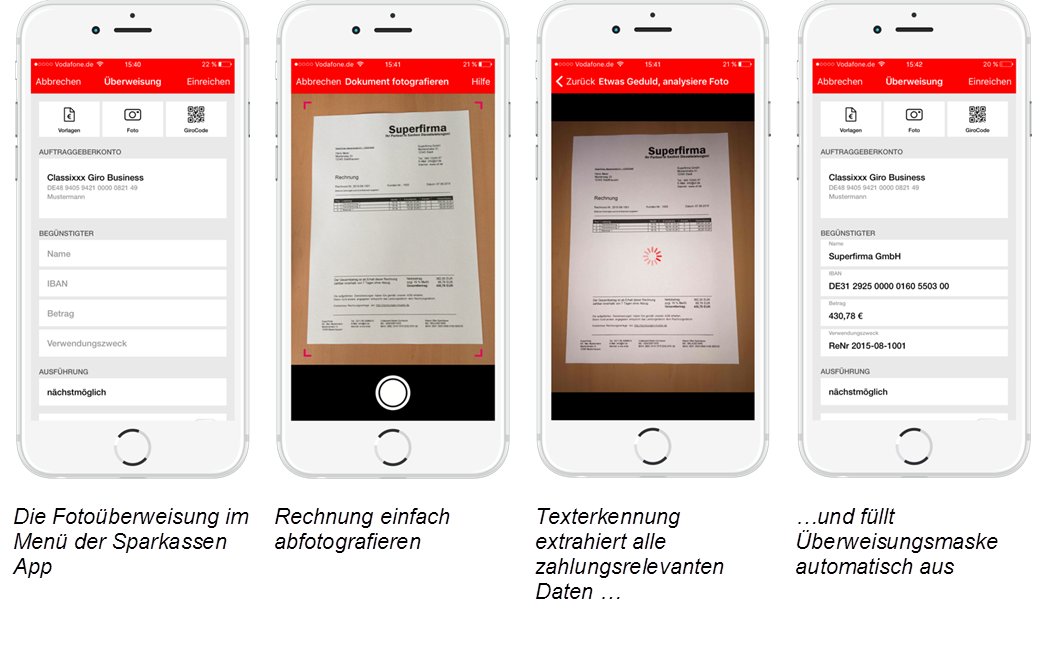
طرح‌نگاره ای از یک همراه بانک آلمانی

بانکداری با تلفن همراه (به انگلیسی: Mobile Banking) سامانه‌ای است که از طریق تلفن همراه می‌توان عملیات بانکی خود را انجام داد. مشتریان با نصب یک نرم‌افزار بر روی گوشی تلفن همراه بدون مراجعه به بانک و در هر ساعتی از شبانه روز می‌توانند عملیاتی از قبیل دریافت موجودی حساب، انتقال وجه و پرداخت قبوض را انجام دهند.

## تعریف
سرویسی که مشتریان را قادر می‌سازد اطلاعاتی مانند مانده حساب بانکی خود و غیره را از طریق گوشی تلفن همراه خود مطلع شوند. این کار با امنیت و محرمانه‌ای بالا صورت می‌پذیرد.

## وضعیت در دنیا
بر اساس تحقیقات انجام شده توسط Data Monitor، انگلیس، آلمان، فرانسه، ایتالیا و اسپانیا تا سال ۲۰۰۴ در حدود ۷۳ درصد از تجارت خود را در اروپا بر روی تجارت موبایل قرار داده‌اند. در ایتالیا که بیشترین پیشرفت در زمینه موبایل را در بین ۵ کشور فوق دارد، از سال ۲۰۰۴ بانکداری موبایل از بانکداری اینترنت پیشی گرفت و در انگلستان، بانک وولویچ که بانک پیشگام در ارائه خدمات بانکداری خرد از طریق موبایل می‌باشد، به توسعه سرویس‌های مبتنی بر WAP اقدام کرده‌است. مدیر پروژه WAP این بانک، WAP Banking را چنین تعریف می‌کند: WAP Banking، نه تنها توانایی دسترسی موبایل به سرویس‌های سنتی بانکها را داراست بلکه در حقیقت سازماندهی مجددی برای مدل تجاری (بانکها) به منظور سهیل کار و افزودن به توانایی مشتریان برای انجام تراکنشهایشان می‌باشد.

## خدمات
نمونه‌ای از خدماتی که بانکها بر روی تلفن‌های همراه به مشتریان خود ارائه می‌دهند عبارتند از:
- چک کردن مانده حساب شخصی
- مشاهده چند مبادله مالی آخر که بر روی حساب خود مشتری انجام شده‌است.
- درخواست صورتحساب
- دستور انتقال پول از یک حساب مشتری به حسابهای دیگر او.
- درخواست دسته چک
- ارسال پیامهای کوتاه از طرف بانک به مشتری که این پیامها بعنوان SMS شناخته شده‌است. این سرویس را می‌توان در سیستم تلفنهای بیسیم دیجیتالی بر روی شبکه CSM استفاده نمود. با استفاده از سرویس SMS پیامهای کوتاه (۱۶۰ حرف) به تلفن همراه فرستاده شده و نمایش داده می‌شود.
- تغییر گذرواژه

## استانداردها و پروتکل‌ها
مهمترین مسئله برای کاربرانی که از خدمات بانکداری موبایل استفاده می‌کنند، امنیت است و اگر این مسئله مورد توجه قرار نگیرد، بانکداری موبایل با استقبال مواجه نخواهد شد.